# Melbury Abbas
Melbury Abbas est une paroisse civile et un village du Dorset, en Angleterre.